# North American RA-5C Vigilante

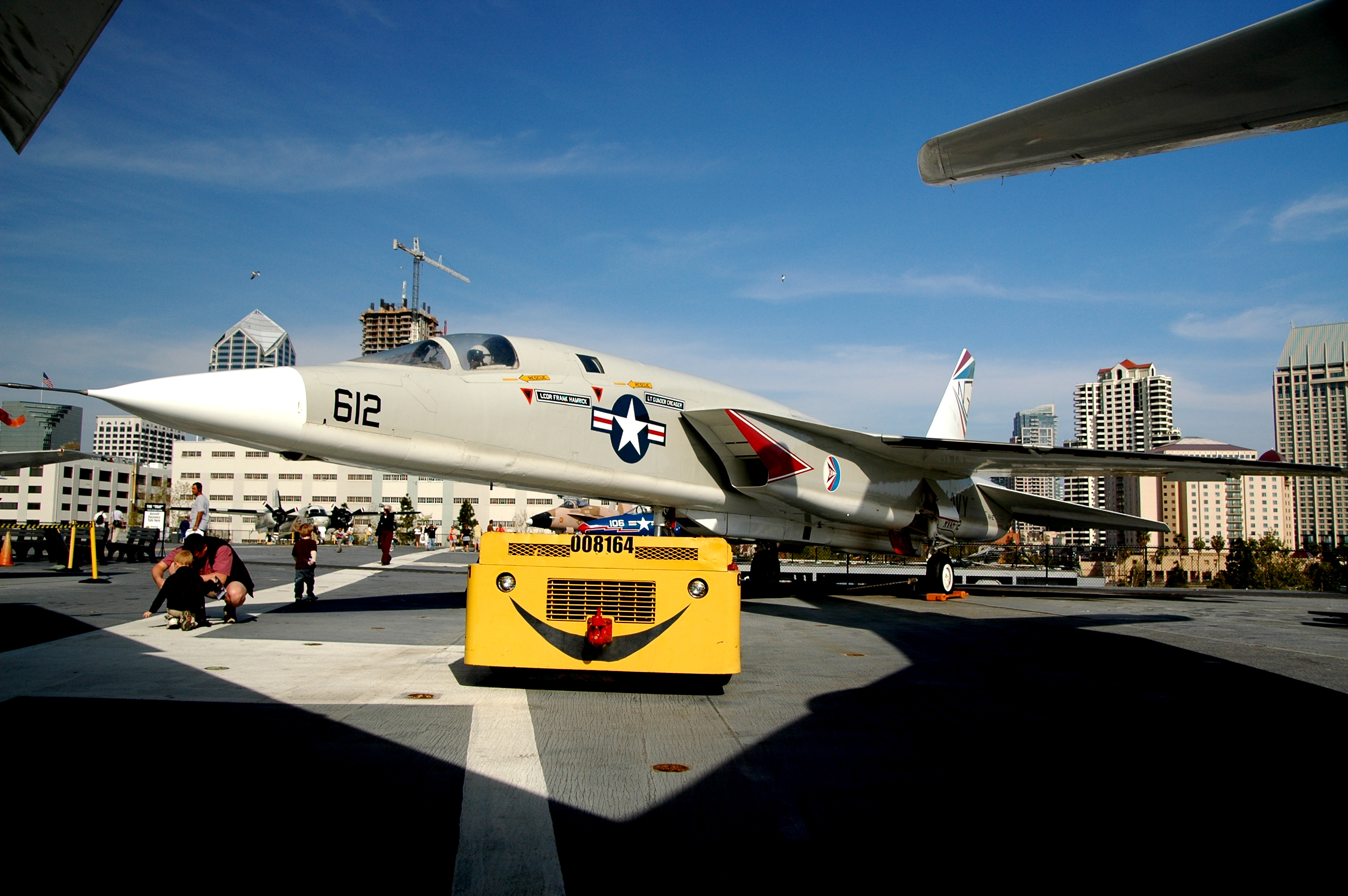
RA-5C Vigilante

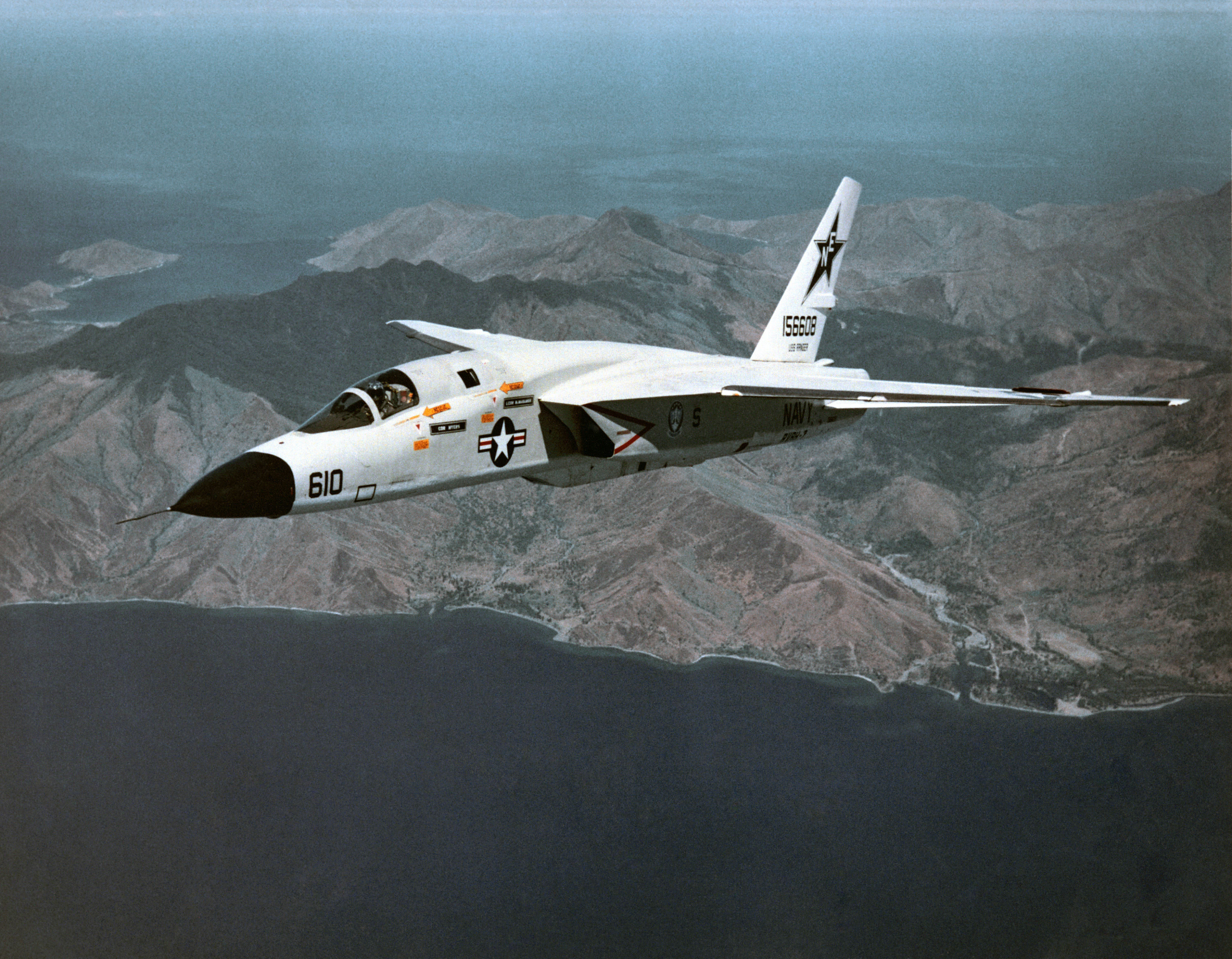
RA-5C Vigilante in de kleuren van RVAH-7 Peacemakers of the fleet

De North American RA-5C Vigilante of kortweg Vigilante was oorspronkelijk ontworpen als strategische nucleaire bommenwerper opererend vanaf het vliegdek. Tijdens de Vietnamoorlog werd het vliegtuig door de US Navy bij de 7e vloot zeer actief ingezet als snelle verkenner.
North American Aviation was verantwoordelijk voor het ontwerp en bouw. De eerste vlucht in de aanvalsversie was in augustus 1958 en vanaf 1962 werden de eerste operationele toestellen aan de USN geleverd. Deze werden ondergebracht in het eerste squadron Reconnaissance Vigilante Attack Heavy (RVAH-5) dat in 1964 op het vliegdekschip USS Ranger werd geplaatst.
Het toestel werd in de periode daarna zeer intensief gebruikt en RVAH-7 was het laatste operationele Vigilante squadron dat in 1979 werd gedeactiveerd.
Inclusief de prototypes werden er totaal 156 Vigilantes afgeleverd.

## Geschiedenis
Ter vervanging van of als aanvulling op de North American AJ Savage, de Lockheed P-2 Neptune en de Douglas A-3 Skywarrior wilde het Navy Bureau of Aeronautics een toestel met nucleaire capaciteit. Het resultaat was de laatste strategische bommenwerper die voor de USN werd gebouwd, de North American Vigilante. Dit toestel was ontworpen voor het opereren op grote hoogte, het kon supersonische snelheden bereiken en het was, net als de Convair B-58 Hustler van de USAF, kwetsbaar voor de nieuwe generatie Russische raketafweer.
De eerste vlucht als A-3J was in augustus 1958 en in december 1960 vloog het toestel een wereldhoogterecord van 91.450 voet.
De eerste A-3J Vigilantes werden in de aanvalsversie in juni 1961 ingedeeld bij Vigilante Attack Heavy (VAH-3) squadron op het Naval Air Station (NAS) Sanford, Florida. Dit was een trainingseenheid om de toekomstige bemanningsleden en onderhoudspersoneel op te werken voordat zij bij de vloot werden ingezet.
Vanaf 1962 volgde de operationele inzet toen de toestellen werden omgedoopt tot typenummer A-5A Vigilantes en werden ingedeeld bij VAH-7 aan boord van het vliegdekschip USS Enterprise. De operationele indelingen bij VAH-1 en VAH-3 volgden kort daarop.
Snel bleek dat het ontwerp een constructiefout had in het bommenruim. Dit bestond uit een holle buis in de romp tussen de twee motoren. De bommen werden geladen en ook afgeworpen via een opening tussen de uitlaten. Hierbij werd een vastebrandstofraketlading gebruikt om de bommen ver genoeg van het toestel weg te schieten. Omdat het ruim veel groter was dan de kernwapens waarvoor de Vigilante oorspronkelijk was ontworpen, werd de overgebleven ruimte benut voor interne brandstoftanks. Tijdens de operationele testfase bleken deze tanks door het plotselinge drukverschil bij het afwerpen van de bommen spontaan te scheuren! Als gevolg hiervan werd de A-5A als aanvalsversie ongeschikt verklaard. Kort daarna werd de strategische bombardementsmissie van de marine overgenomen door onderzeeboten met Polaris ICBMs.
Hierna werd de missie van de A-5A omgezet in de verkenningsrol en werden de toestellen vanaf 1963 op RA-5C Vigilante standaard gebracht.
Toen de RA-5C leveringen in januari 1964 begonnen werden de A-5A’s als trainer gebruikt en vervolgens tot RA-5C omgebouwd. Vanaf 1963 volgde de RA-5C levering aan het Reconnissance Vigilante Attack Heavy (RVAH-3) squadron; de eerste RA-5C werd in december 1963 op NAS Sanford geleverd. Medio 1964, was VAH-5 in conversie op de RA-5C en vanaf begin 1964 werden alle voormalige Vigilante Heavy Attack Squadrons (VAH), nu met de RA-5C uitgerust, hernoemd tot Reconnissance Vigilante Attack Heavy (RVAH). De volgende operationele RVAH squadrons waren op diverse vliegdekschepen ingedeeld:
- VAH-1/RVAH-1 "Cool Tigers". In januari 1963 van de A-3 Skywarror op de A-5A overgegaan. 1 uitzending naar de Middellandse Zee. Transitie op RA-5C in augustus 1964 en hernoemd tot RVAH-1 in september 1964. 4 uitzendingen naar Vietnam, diverse uitzendingen naar de Middellandse Zee en de Stille Oceaan. Opgeheven in januari 1979.
- VAH-3/RVAH-3 "Sea Dragons". De oorspronkelijke Replacement Air Group (RAG) voor de Vigilante. Opgericht als VAH-3 in juni 1956 met de A3D-1. Ontving de eerste A-3J in 1961, de A-5B en YA-5C in 1963 voor training en was de enige eenheid die hiermee vloog. Ontving de eerste RA-5C in december 1963. Hernoemd tot RVAH-3 in 1964. Opgeheven in augustus 1979.
- RVAH-5 "Savage Sons". In 1948 als VC-5 opgericht en hernoemd tot VAH-5 in 1955. Transitie op de RA-5C in 1964 en hernoemd tot RVAH-5. Vijf uitzendingen naar Vietnam, twee naar de Middellandse Zee, twee naar de Stille Oceaan. Opgeheven in september 1977.
- RVAH-6 "Fleurs".Opgericht als VC-6 in 1950 en hernoemd tot VBAH-6 in 1956. Transitie op RA-5C in september 1965 en hernoemd tot RVAH-6. Vijf uitzendingen naar Vietnam, twee naar het Middellandse Zeegebied en opgeheven in oktober 1978.
- VAH-7/RVAH-7 "Peacemakers of the Fleet". Opgericht als VC-7 in 1950. Hernoemd tot VAH-7 in 1965. Transitie op A-3J in 1961. Transitie op RA-5C in 1964 en hernoemd tot RVAH-7 in december 1964. Vier uitzendingen naar Vietnam. Diverse uitzendingen naar de Middellandse Zee en de Stille Oceaan. Opgeheven in september 1979.
- RVAH-9 "Hoot Owls". Opgericht als VC-9 in 1953. Hernoemd tot VAH-9 in 1955. Transitie op RA-5C in april 1964 en hernoemd tot RVAH-9. Twee uitzendingen naar Vietnam, diverse in de Middellandse Zee. Opgeheven in september 1977.
- RVAH-11 "Checkertails". Opgericht als VC-8 in 1951. Transitie op RA-5C in 1966 en hernoemd tot RVAH-11. Vier uitzendingen naar Vietnam, drie naar de Middellandse Zee. Opgeheven in juni 1975.
- RVAH-12 "Speartips". Opgericht in juli 1965 op NAS Sanford, Florida met de RA-5C. Vier uitzendingen naar Vietnam, vijf naar de Middellandse Zee. Opgeheven in juli 1979.
- RVAH-13 "Bats". Opgericht als VAH-13 in 1961. Transitie op RA-5C in augustus 1964 en hernoemd tot RVAH-13 in november 1964. Vier uitzendingen naar Vietnam en opgeheven in juni 1976.
- RVAH-14 "Eagles". Opgericht in februari 1968. Vier uitzendingen naar de Middellandse Zee. Opgeheven in mei 1974.

## Inzet
Nadat de RA-5C verkenners in 1964 operationeel werden, zond men de toestellen meteen door naar Zuidoost Azië. De eerste verkenningsmissies werden in augustus van dat jaar nog boven Zuid-Vietnam gevlogen maar al snel werden ze boven Noord-Vietnam ingezet.
De RA-5C’s werden voor de volgende waarnemingen gebruikt:
- om vijandelijke troepenverzamelingen te bekijken
- om informatie voorafgaand aan een aanval te verkrijgen
- om de situatie nadat de aanval had plaatsgevonden te vergelijken met de oude situatie
- in een grootscheepse actie vroeg in de oorlog om nauwkeurige landkaarten van Vietnam te kunnen produceren.

De RA-5C was steevast het laatste toestel dat bij een operatie vanaf het vliegdek werd afgeschoten omdat hij door zijn snelheid de overige toestellen inhaalde.
Een Vigilante was zwaarder dan een F-4 Phantom en had dezelfde motoren; theoretisch had het toestel dus een slechtere motorvermogen-gewicht verhouding dan een F-4. Een Vigilante vloog echter zonder externe lading of pylons en de F-4 had die altijd bij zich.
Er werden speciaal F-4’s aangewezen om de kostbare RA-5C’s tegen Noord-Vietnamese MiGs te beschermen en om als blik naar achteren te fungeren omdat de Vigilante totaal geen achteruitzicht had. Hierbij riepen de F-4 vliegers vaak de Vigilante op om langzamer te vliegen zodat de jager hem kon blijven volgen!
Eenmaal boven vijandelijk gebied vloog de Vigilante continu met snelheden boven Mach 1 en met de naverbranders aan. De invlieghoogte bij het doel was tussen de 2100 - 2400 meter waarbij de camera’s en verkenningsapparatuur informatie vergaarden zonder dat er direct over het doel hoefde te worden gevlogen. Doordat het toestel ondanks zijn grootte zeer snel en wendbaar was kon het de vijandelijke raketafweer ook vaak ontwijken.
De eerste RA-5C’s werden in Vietnam ingezet vanaf het vliegdekschip USS Ranger bij het incident in de Golf van Tonkin.
Tijdens de Vietnamoorlog voerden 8 RA-5C RVAH squadrons totaal 32 uitzendingsperiodes van 9 maanden uit. Hierbij gingen 18 RA-5C Vigilantes tijdens acties verloren en hiermee haalde het toestel de hoogste verliesscore in de oorlog. 13 Vigilantes werden door luchtafweer neergehaald, 2 door raketafweer, 1 werd door een MiG-21 afgeschoten en van 2 toestellen is de oorzaak nooit bekend geworden.
De verliezen waren zo hoog omdat de missies ook zeer gevaarlijk waren. Vigilantes werden voor pre-strike en post-strike verkenning ingezet. Pre-strike missies waren nog tamelijk veilig maar de Noord-Vietnamezen kwamen er snel achter dat de verkenner na de aanval terugkwam om de schade op te nemen. Post-strike missies werden dus uitgevoerd als de gefrustreerde en boze vijand gealarmeerd was en zat te wachten! Om het risico zo veel mogelijk te verminderen vlogen de Vigilantes met post-strike recon missie ook zo snel mogelijk na het laatste bombardement in.
Slechts 9 van de 36 afgeschoten Vigilante bemanningsleden werden gered; de anderen werden gedood of gevangengenomen.

## Uitfasering
In mei 1974 liep de Amerikaanse inzet in Vietnam op zijn eind en werd het eerste RA-5C squadron (RVAH-14) ontbonden. In de jaren daarna volgden meerdere RA-5C squadrons en werden de toestellen naar het Military Air Space Disposal Center (MASDC) op Davis Monthan AFB, Arizona gebracht waar zij werden opgeslagen.
De laatste Vigilante katapult lancering vond plaats op de USS Ranger op 21 september 1979 en de laatste Vigilante werd in november 1979 naar Davis Monthan AFB gevlogen. Hiermee kwam zijn operationele status bij de USN ten einde.
In de loop van de tijd verhuisden de toestellen vanuit de conservering naar de ‘boneyard’ op Davis Monthan AFB waar zij werden gesloopt. Enkele toestellen werden nog als statische doelen gebruikt. De overgebleven toestellen staan op deze locaties opgesteld
- Naval Aviation Museum, Pensacola, Florida
- Intrepid Sea, Air & Space Museum, New York
- Midway Museum, San Diego, Californië
- Pima Air and Space Museum, Tucson, Arizona
- Naval Air Test & Evaluation Center Museum, Patuxent River, Maryland
- International B-24 museum, Pueblo, Colorado
- voormalige marinebasis Subic Bay in de Filipijnen